# Zemina
Zemina je termín, který se používá v inženýrsko-geologické klasifikaci hornin, který je založen na strukturní soudržnosti hornin a rozlišuje horniny na několik typů.
Obsah jednotlivých prvků v běžné půdě nebo zemině je kolísavý dle lokality. Dá se obecně říci, že významné zastoupení má v půdě prvek křemík-hliník-uhlík-vápník a další.
Z inženýrského a stavebního hlediska jsou důležité mechanické vlastnosti zemin a jejich únosnost, tj. schopnost nést stavby. Únosnost zemin je možné zvyšovat hutněním.

## Dělení
- horniny zpevněné jsou vyvřelé, sedimentární a nebo metamorfované
  - skalní
  - poloskalní – mají nižší soudržnost – příklad uhlí
- horniny nezpevněné neboli zeminy, které dále dělí na
  - soudržné – jíl, hlíny
  - nesoudržné – písek, štěrk
  - organické – rašelina
  - umělé – skládky, navážky atd.

## Dělení dle geologického původu
- eluiviální – produkty zvětrané – nepřemístěné
- fluviální – vzniklé z usazených zrn, které byly přeneseny tekoucí vodou
- proluviální – naplaveniny vzniklé zvětráním, transportované přívalovou vodou
- deluviální – uložené ve svazích, přemístěné dešťovým ronem, soliflukcí, sesouváním
- glaciální – přetransportované ledovcem a vodou z ledovce
- eolické – horniny přinesené větrem a navátím
- limnicné – uložené v jezerech
- marinní – usazeniny v mořském prostředí
- organogenní – vzniklé ze zbytků živočichů nebo rostlin
- antropogenní – vzniklé lidskou činností
- chemické – vzniklé vysrážením solí, které jsou rozpuštěné ve vodě

## Klasifikace zemin z hlediska stavebnictví
Zeminy se skládají z pevných částic, vody a vzduchových mezer.
Z hlediska stavebnictví se zeminy dělí podle velikosti pevných částic, a to na:
- jemnozrnné (jednotlivé částice nelze spatřit pouhým okem)
  - jíly (velikost částic do 0,002 mm)
  - hlíny (velikost částic 0,002 až 0,06 mm)
- hrubozrnné (velikost částic lze spatřit pouhým okem)
  - písek (velikost částic 0,06 až 2 mm)
  - štěrk (velikost částic 2 až 60 mm)
  - valouny (velikost částic 60 až 300 mm)
  - balvany (velikost částic více než 300 mm)

Klasifikace se může mírně odlišovat v jednotlivých zemích či dle různých autorů.
U jemnozrnných částic není možné spatřit jednotlivé částice pouhým okem; velikost části se určuje analýzou pomocí hydrometru (na základě rychlosti usazování části ve vodě).
Hrubozrnné částice je možné zatřídit na základě přesátí přes různě hrubá síta, čímž je možné určit podíl částic v jednotlivých skupinách. Takto je rovněž možné určit, jsou-li v zemině zastoupené částice stejné velikosti, či zda jsou zastoupené částice různých velikostí a v jakém poměru.
Mimo klasifikace podle velikosti částic se u různých zemin rovněž hodnotí další parametry, jako např.:
- konzistence (u jílů)
- plasticita
- tvar jednotlivých částic (u štěrků a kameniva je důležité, zda jsou částice ostrohranné či zaoblené, atd)

Mimo toto spíše teoretické dělení existuje prakticky orientovaná klasifikace zemin podle různých národních, oborových či firemních norem, kde jsou uváděny typické zeminy, které se vyskytují v praxi na daném území a kde jsou rovněž stanoveny jejich základní parametry z hlediska schopnosti zhutnění.
Příkladem je dělení, které navrhl Dr. Forsblad a které uvažuje rovněž schopnost zhutnění:
- Skupina I.
  - Kamenivo a granulované zeminy s velkými kameny a balvany 1)
- Skupina II. – Písek a štěrk 1)
  - Homogenní (stejná velikost částic)
  - Nehomogenní
- Skupina III. – Hlína, hlinité zeminy, atd.
  - Půda písčitohlinitá, hlína se štěrkem, moréna
  - Hlína a písčitá hlína, jílovitý písek, jílovitý štěrk
- Skupina IV. – Jíl
  - Jíl s nízkou nebo střední pevností 2)
  - Jíl s vysokou pevností 3)

1. ) Méně než 5 až 10 % materiálu do velikosti 0,06 mm.
2. ) Neohraničená kompresní pevnost do 0,2 MPa.
3. ) Neohraničená kompresní pevnost nad 0,2 MPa.

## Obsah vody
Některé typy zemin vůbec nelze zhutnit, pokud je obsah vody v nich obsažený příliš nízký (např. suchý písek), či příliš vysoký (vodou rozmočený jíl).
Voda je přirozenou součástí zemin. Obsah vody v konkrétním typu zeminy má značný (někdy rozhodující) vliv na schopnost zhutnění.
Závislost zhutnitelnosti zeminy na obsahu vody se určuje zkouškou "Proctor standard". Pro konkrétní typ zeminy se provede série hutnících pokusů při různém obsahu vody ve zkoumané zemině. Výsledné objemové hmotnosti jsou vyneseny do grafu, ze kterého je možné odečíst vlhkost zeminy při které je možné dosáhnout nejvyššího stupně zhutnění.
U běžných zemin (jíl, hlína, písek) se jako nejrychlejší metoda ověření vhodného obsahu vody doporučuje sevřít v dlani hrst zeminy: pokud se zemina rozpadá, je obsah vody příliš nízký. Pokud naopak ze zeminy můžeme vymačkat vodu, je obsah vody příliš vysoký. Při správném obsahu vody lze ze zeminy vytvořit hrudku.